# كولن هاريسون (كاتب)
كولن هاريسون (بالإنجليزية: Colin Harrison)‏ (1960، فيلادلفيا في الولايات المتحدة)؛ كاتب وروائي أمريكي.